# Desa Kramatmulya (administrativ by i Indonesien, lat -7,00, long 108,60)
Desa Kramatmulya är en administrativ by i Indonesien.   Den ligger i provinsen Jawa Barat, i den västra delen av landet, 210 km öster om huvudstaden Jakarta.